# Letis specularis
Letis specularis là một loài bướm đêm trong họ Erebidae.